# ウォークスルーバン

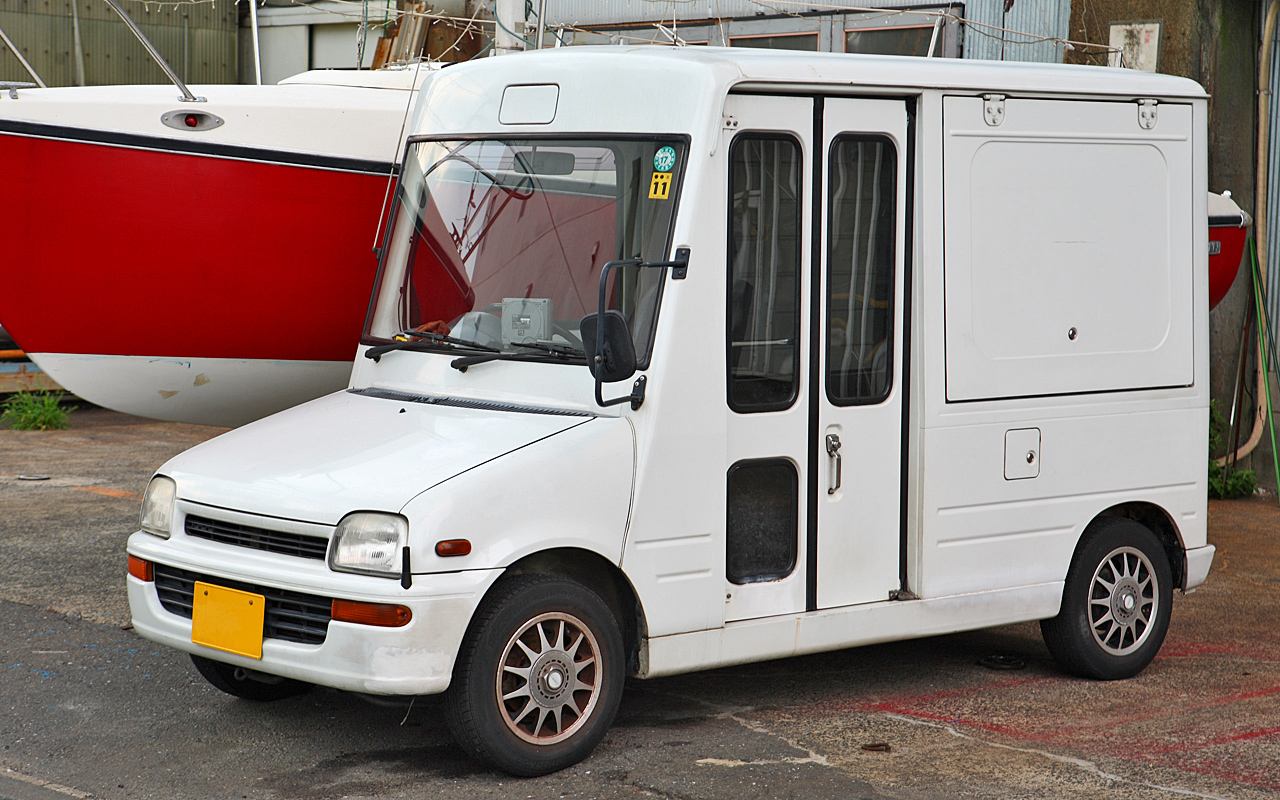
ダイハツ・ミラ
ウォークスルーバン
(3代目・1990 - 1994)

ウォークスルーバン（和製英語：Walk-through van、英語：Multi-stop truck）は商用車の一形態である。
英語圏では一般的に「ウォークインデリバリー」や「ステップバン」と呼ばれているが、このほかに「デリバリー（配達）バン」、「パッケージやパーセル（小包）トラック」、「ベーカリートラック」から「ブレッド（パン）トラック」などの商標や通称として呼ばれる。なお、ステップバンはシボレーが用いる名称となる。

## 概要
郵便や宅配便などの集配業務では、乗降と仕分けが頻繁にならざるを得ないが、ウォークスルーバンはその一連の作業の省力化を図るために考案された。
乗員が運転席と荷室の間を、車から降りることなく自由に行き来でき、かつ、荷室では立ったまま作業することができる構造を持つ。このため、他の寸法に比較して全高が特に高い外観となる。また、天地に大きくなりがちな運転席ドアは、軒や壁、標識、電柱、街路樹などと上部の干渉を防ぐためと、高い頻度で開閉されることから、歩行者や他車との接触事故を防ぐ目的のほか、路肩やガードレール際といった狭い場所での乗降に都合の良いよう、引き戸や折戸が用いられていることが多い。
なお、想定される使用速度域が高く、ハンドリングと乗り心地を重視する欧州車の場合は事情が大きく異なり、大型のバンであっても前述の構成に当てはまらないものがほとんどである。

## 欧州型

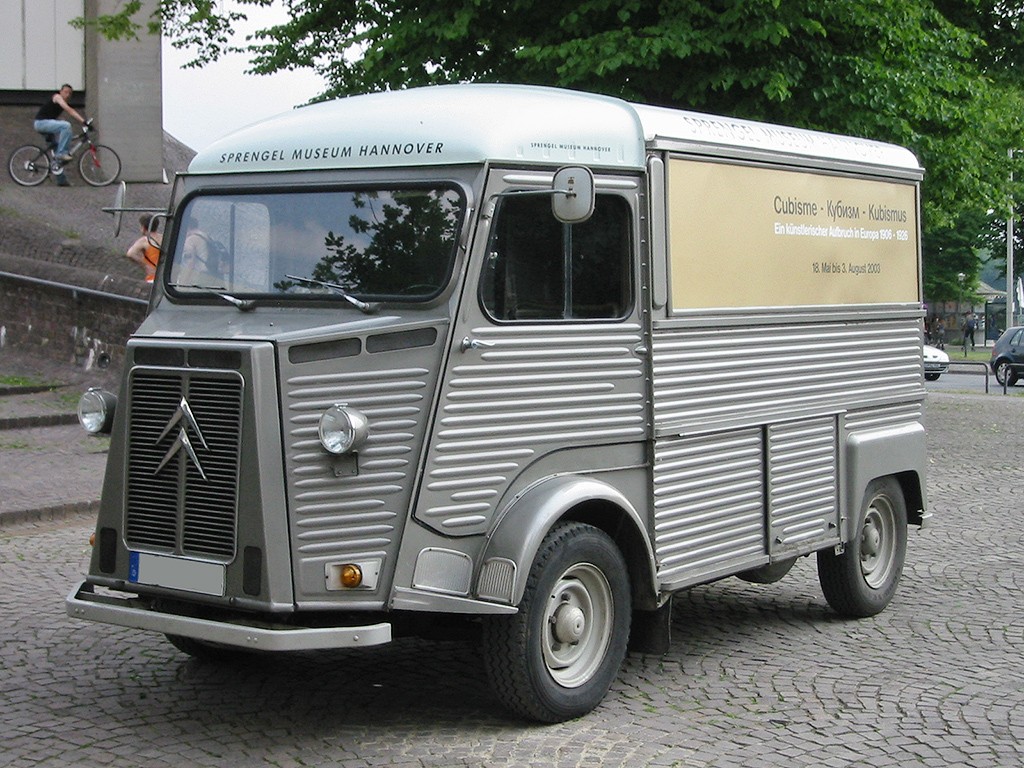
シトロエン・タイプH
(1947 - 1981)
左後輪の直前にある小さなスライドドアはスペアタイヤの覆いで、垂直にマウントされたスペアタイヤが車体裾から覗いている。

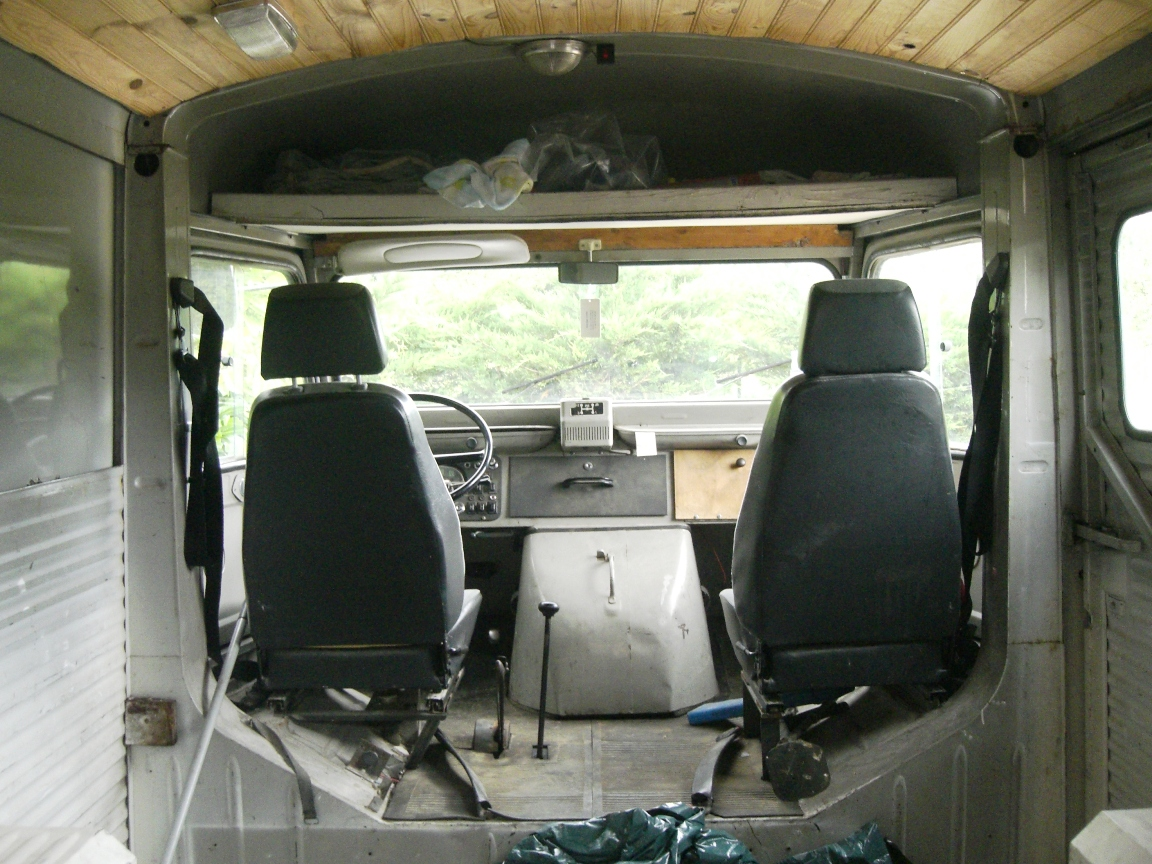
シトロエン・タイプH
荷室より運転席を見る

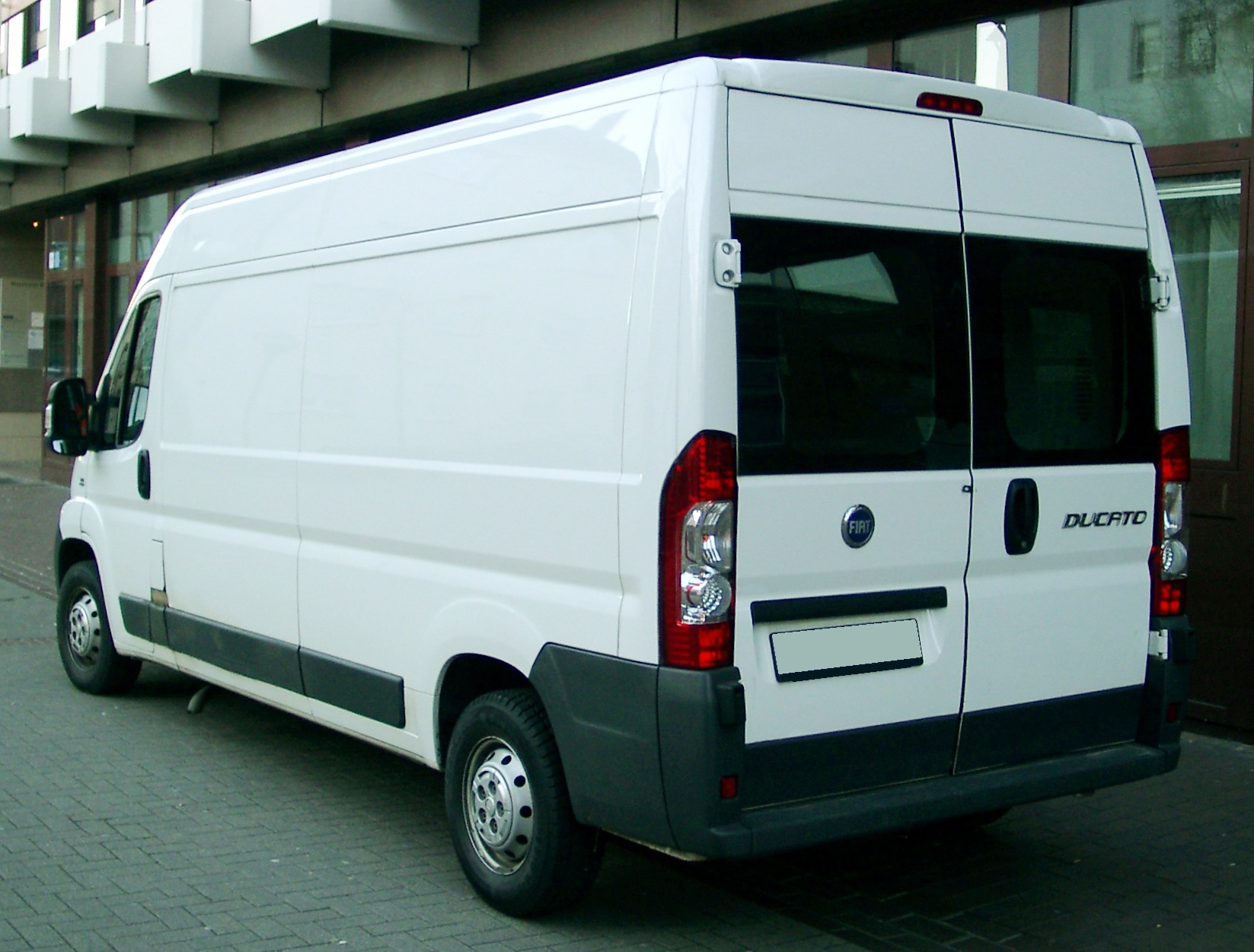
イタリア フィアット・デュカト
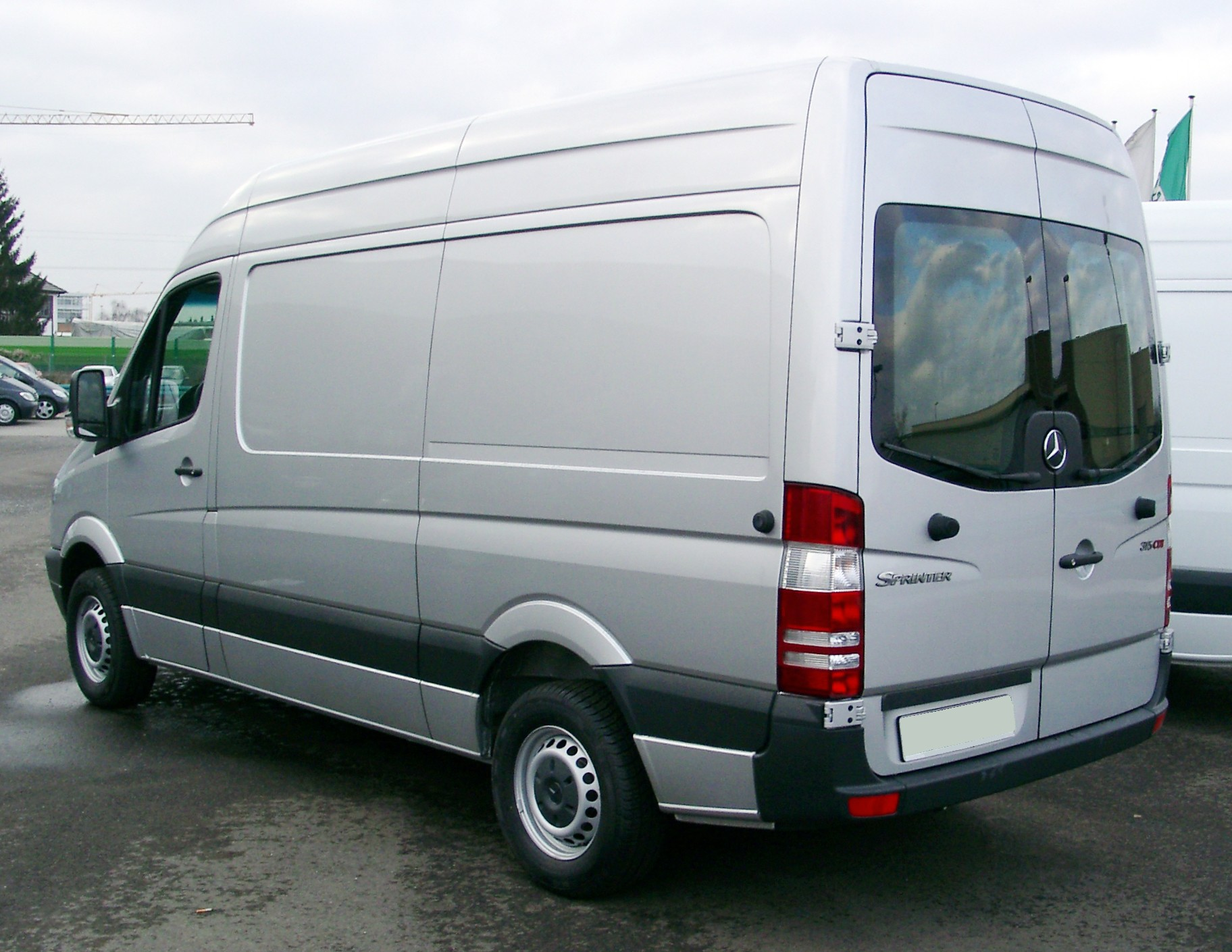
ドイツ メルセデス・ベンツ スプリンター
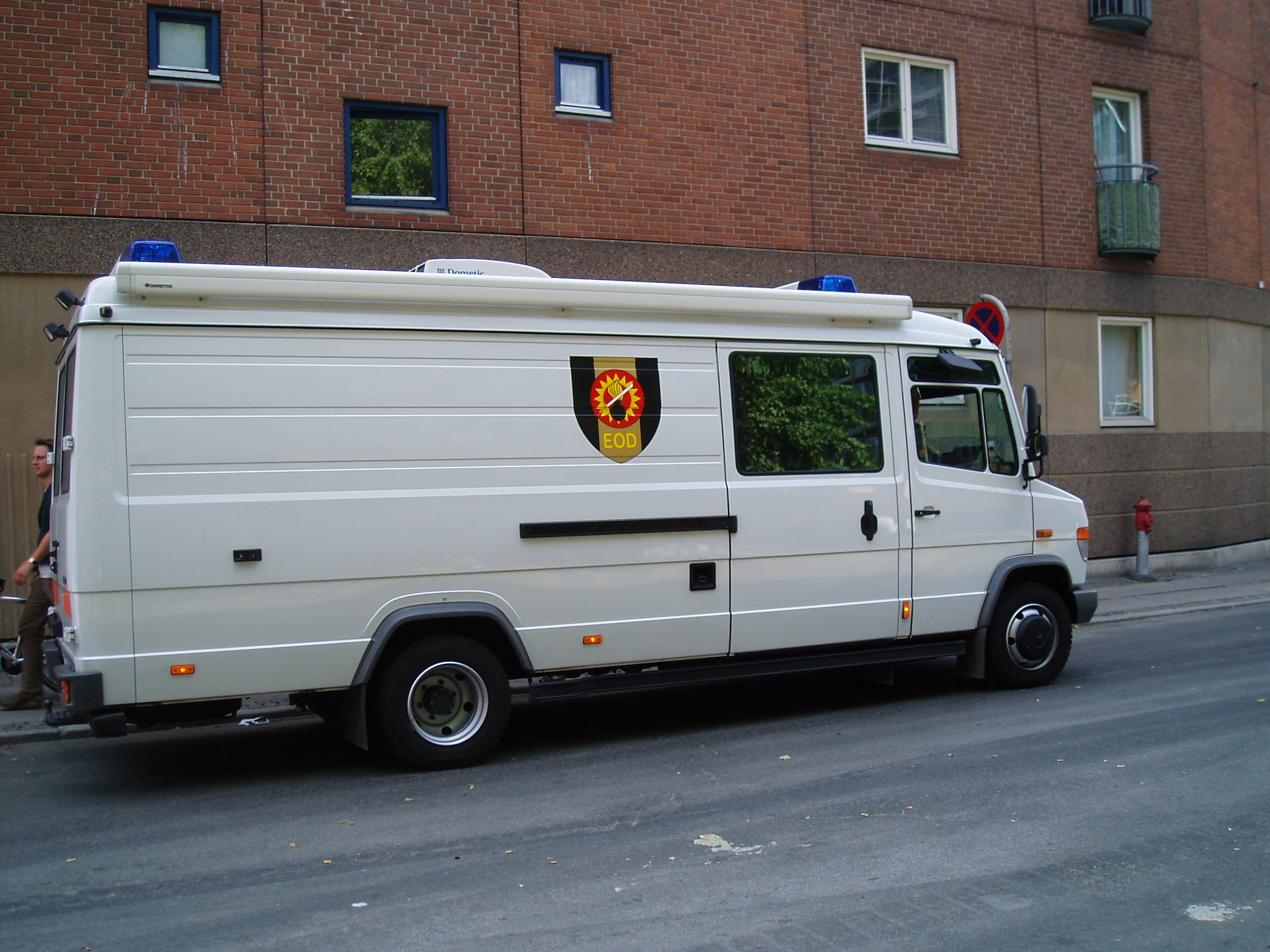
ドイツ メルセデス・ベンツ ヴァリオ (デンマーク陸軍)

欧州では、フランスやイタリアを筆頭に、2トン積み（GVW3,500 kg未満）クラスにいたるまでFFが一般的であり、フレームもはしご型ではなく、ホイールベースを非常に大きくとったプラットフォーム型とする（トラックには別途はしごフレームを設定している）など、その構造は乗用車派生のミニバンに近い。その中で、かつてのメルセデス・ベンツ T2には、前席にスライドドアを持つモデルがあった。
運転席や荷室の床が低く、座席は一般的な深く腰掛ける形状、フロントドアも一般的なヒンジ式で、外観もワンモーションスタイルとなっているなど、ミニバンの発展形ともいえる特徴を持つ。そのため、次で述べる集配に特化した米国型などと比べると、頻繁な乗降や荷役性でやや劣る面もある。
その一方、操縦安定性と乗り心地に優れ、自然な運転姿勢と十分な室内高を持つことから、ピープルムーバー（乗用車）やコンビ（貨客兼用車）の設定があり、救急車やミニバスとしても利用されている。
なお、近年では、車体設計を共通とする乗用・貨客兼用で運転性と後席のウオークスルーが可能な車種でも、貨物用では衝突時の乗員保護の観点から、座席と荷室の間にしっかりとした隔壁を持つようになり、前後のウオークスルーが不可能となっている。よって、欧州車の場合、「ウオークスルーバン」ではなく、「ウオークインバン」が呼称として妥当となる。車内での移動は不可能になったが、欧州の商用車の多くは荷室の床面が低いため、車外からのアクセスでの利便性低下は少ない。
過去のモデルの中で合理的な設計で特筆されるのはシトロエン・タイプHで、エンジンとトランスミッション（トランスアクスル）を前輪より前に納め、強靭ながら凹凸の無いプラットフォームフレームと、後輪にフルトレーリングアームサスペンションを用いることで、ウォークスルーと驚異的な荷室の床の低さを実現した。
また、3代目までのフォルクスワーゲン・タイプ2はリアエンジンのため、荷室後部をエンジンルームに占領されるが、運転席と荷室の床は非常に低く、かつ平らにつながっており、前席を二人掛けとしたウォークスルータイプにハイルーフを組み合わせたモデルのウォークスルー性はシトロエン・Hトラック以上である。
メルセデス・ベンツは、長らく大型のFF車を生産してこなかったことや、キャブオーバー型のマイクロバスを大型バン（en:L319、en:T2、en:Vario）としても販売してきた経緯から、貨物車もスペイン製の一部車種を除き、現在に至るまで一貫してフロントエンジンリアドライブを採用し続けている。そのため、スプリンターは、FF勢に比べ、床の高さ、ボンネット長、全高がやや大きく、ロングボディー車はリアオーバーハングも長い。
乗用車に比べ生産台数が少ないため、各メーカーともに共同開発やバッジエンジニアリングによるOEMなどでコストの低減に努めており、プジョー・ボクサー、シトロエン・ジャンパー（en:Jumper）、フィアット・デュカトの3車をはじめ、ルノー・マスターと日産・インタースター、メルセデス・ベンツ スプリンターとダッジ・スプリンターなどが共通化されているほか、韓国の大宇もイギリスのLDV（en:LDV Group Limited））やポーランドのFSCとジョイントしている。また欧州フォードのトランジット（en:Transit）は、トルコ生産に切り替えられている。
欧州型の例 - 近年の車種では前席と荷室の行き来ができなくなったため、「ウォークインバン」として紹介する。

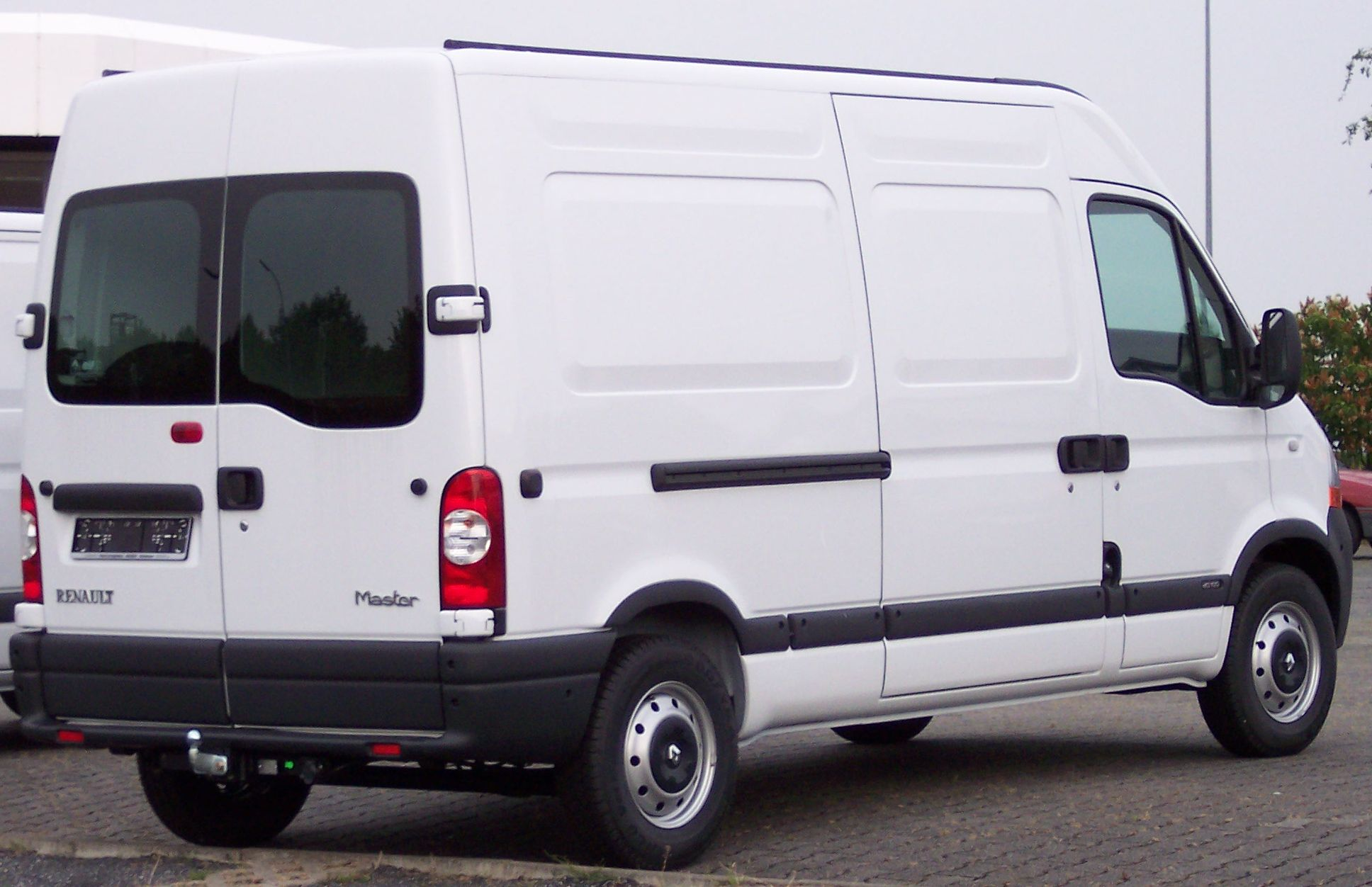
フランス ルノー・マスター
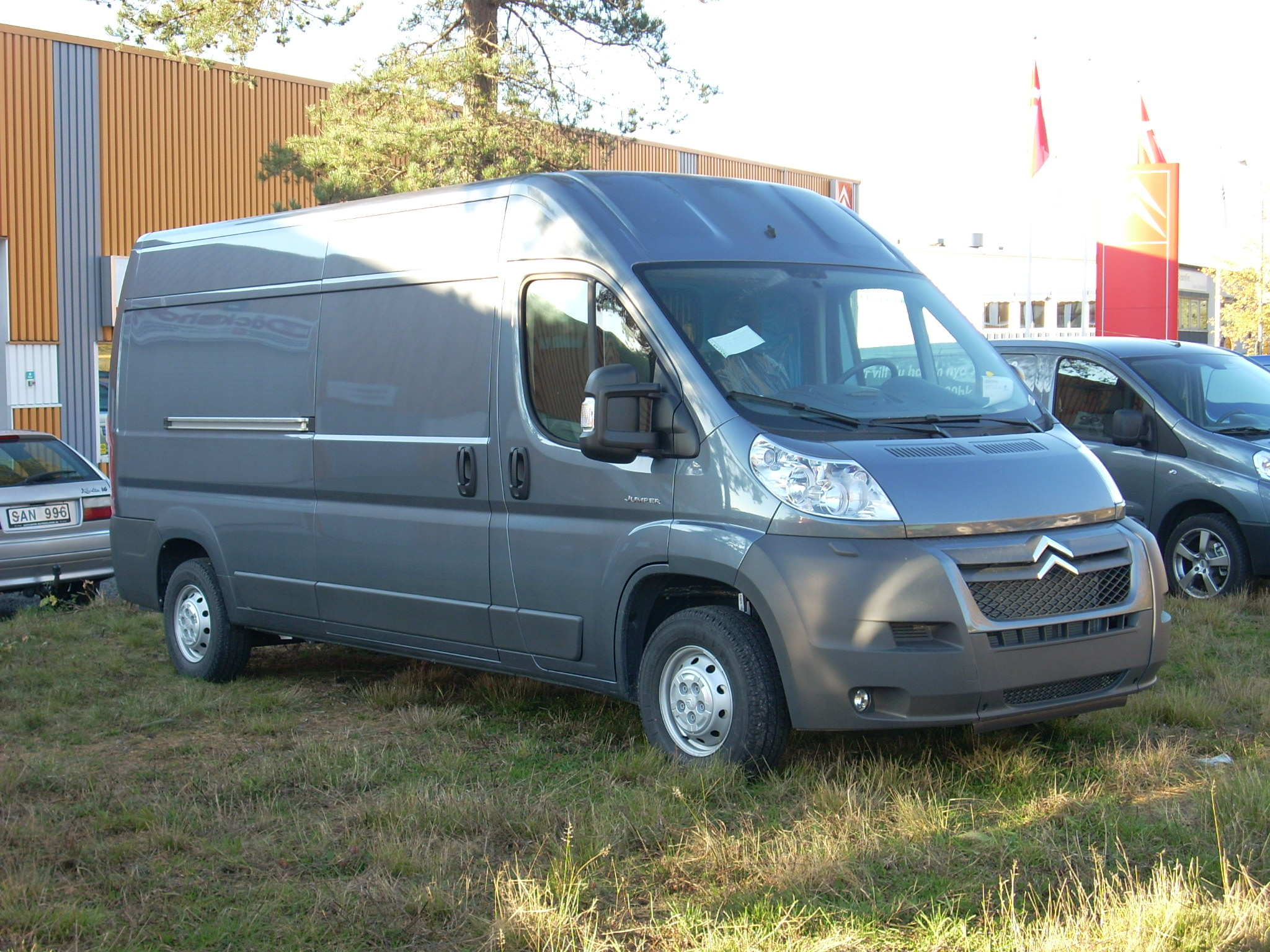
フランス シトロエン・ジャンパー
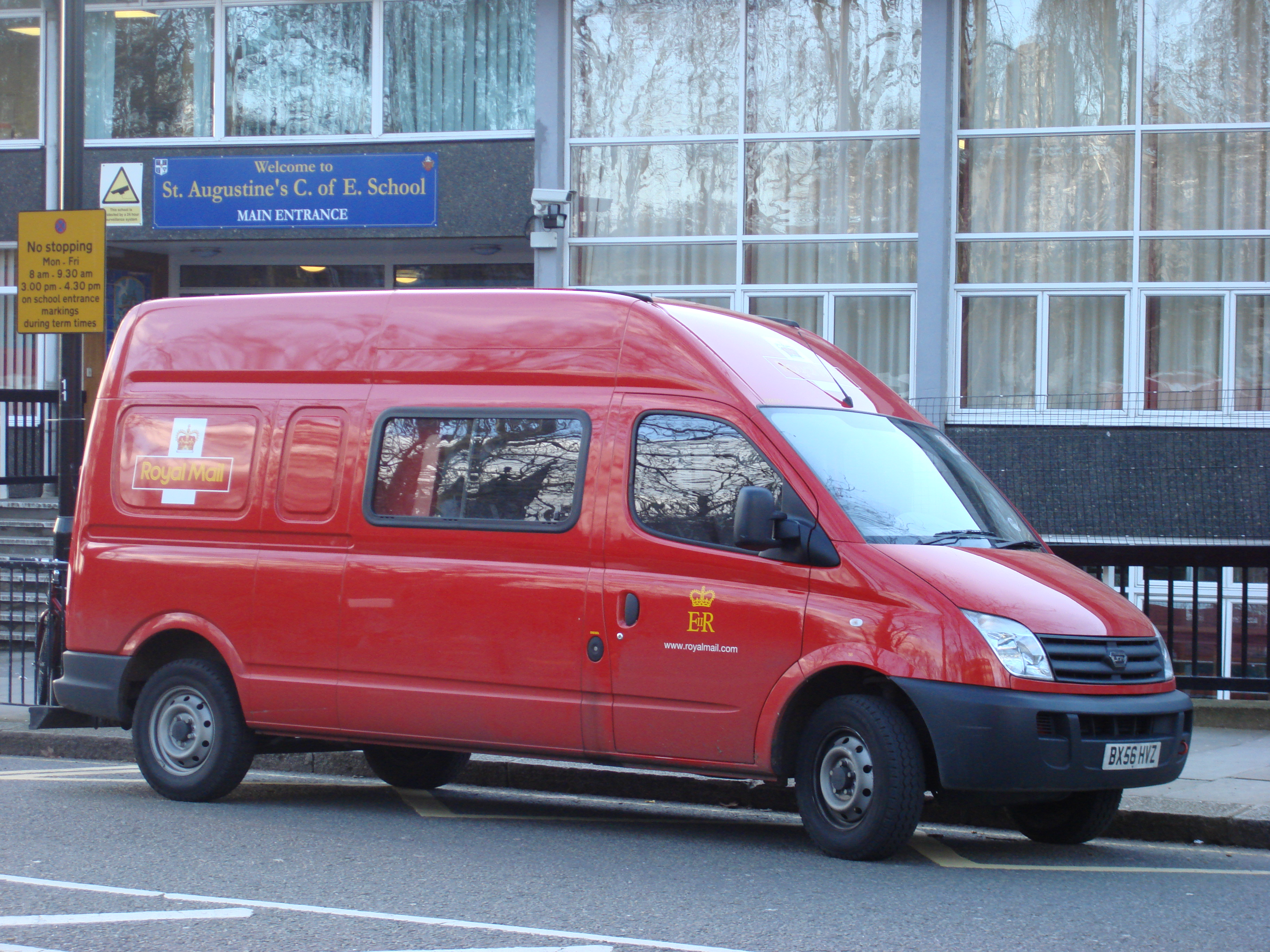
イギリス LDV・マクサス （ロイヤルメール）
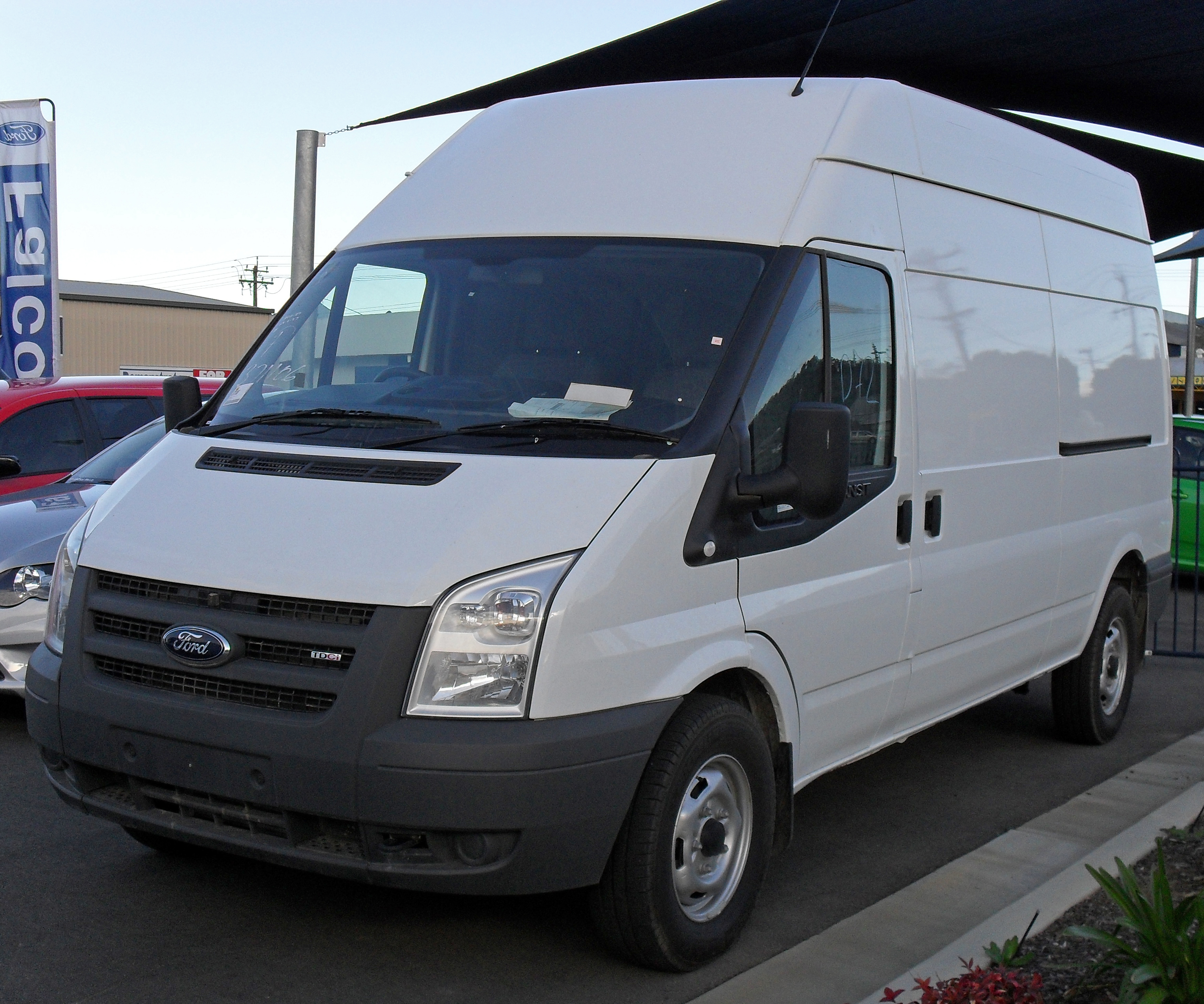
イギリス/ドイツ フォード・トランジット

- イタリア
フィアット・デュカト
- ドイツ
メルセデス・ベンツ
スプリンター
- ドイツ
メルセデス・ベンツ
ヴァリオ
(デンマーク陸軍)

## アメリカ型

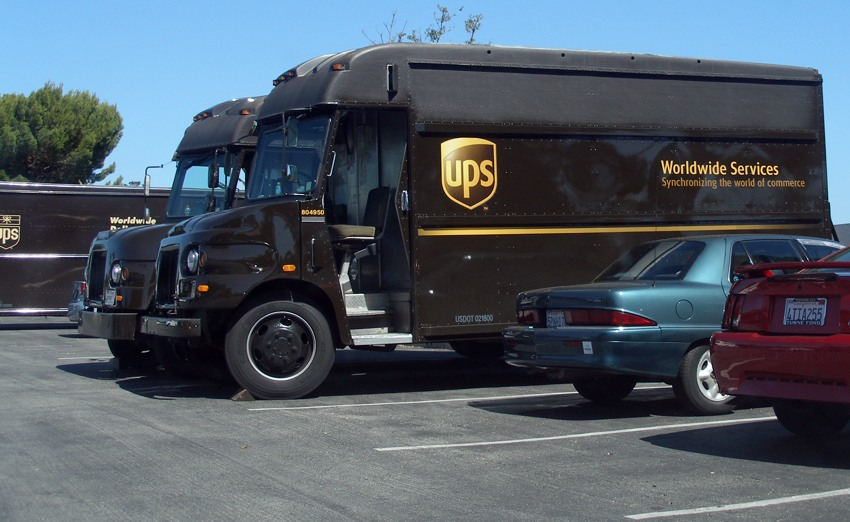
グラマン オルソン・P800
UPSパッケージカー
独特の形状の座席や引き戸とステップが分かる

北米では、金融機関の現金輸送車やSWATなどの人員輸送車、UPSのパッケージカー、ホットドッグ、アイスクリームなどの移動販売車やケータリングカーなどに用いられているものが代表的である。車両はシボレーとグラマン・オルソンで、どちらも専用設計であるが、一般的なトラック同様のはしご形フレームを持つため、床が高く、運転席には乗降用のステップが備わる。これらは欧州型とは異なり、純粋な旅客車（ミニバス）として用いられることは無い。
グラマン・オルソンのUPS向けパッケージカー（Pシリーズ）は、特に低床・コンパクトにまとめる設計手法は採られていないが、近年の欧州向けではタイヤ径を小さくし、低床化を図るなどの変化も見られる。
アメリカ型の例

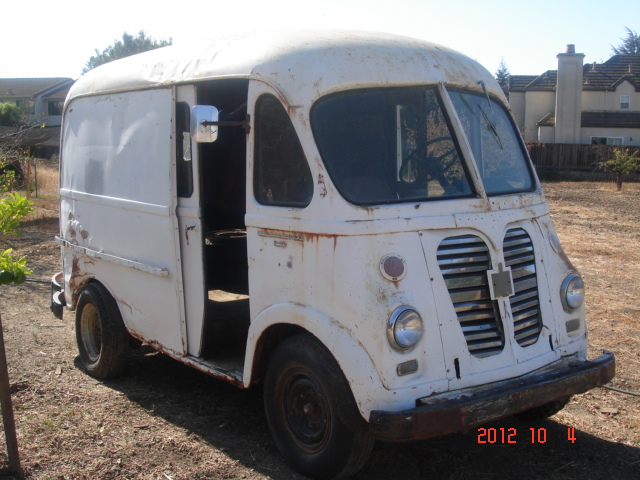
インターナショナル・ハーベスター・メトロバン（英語版）
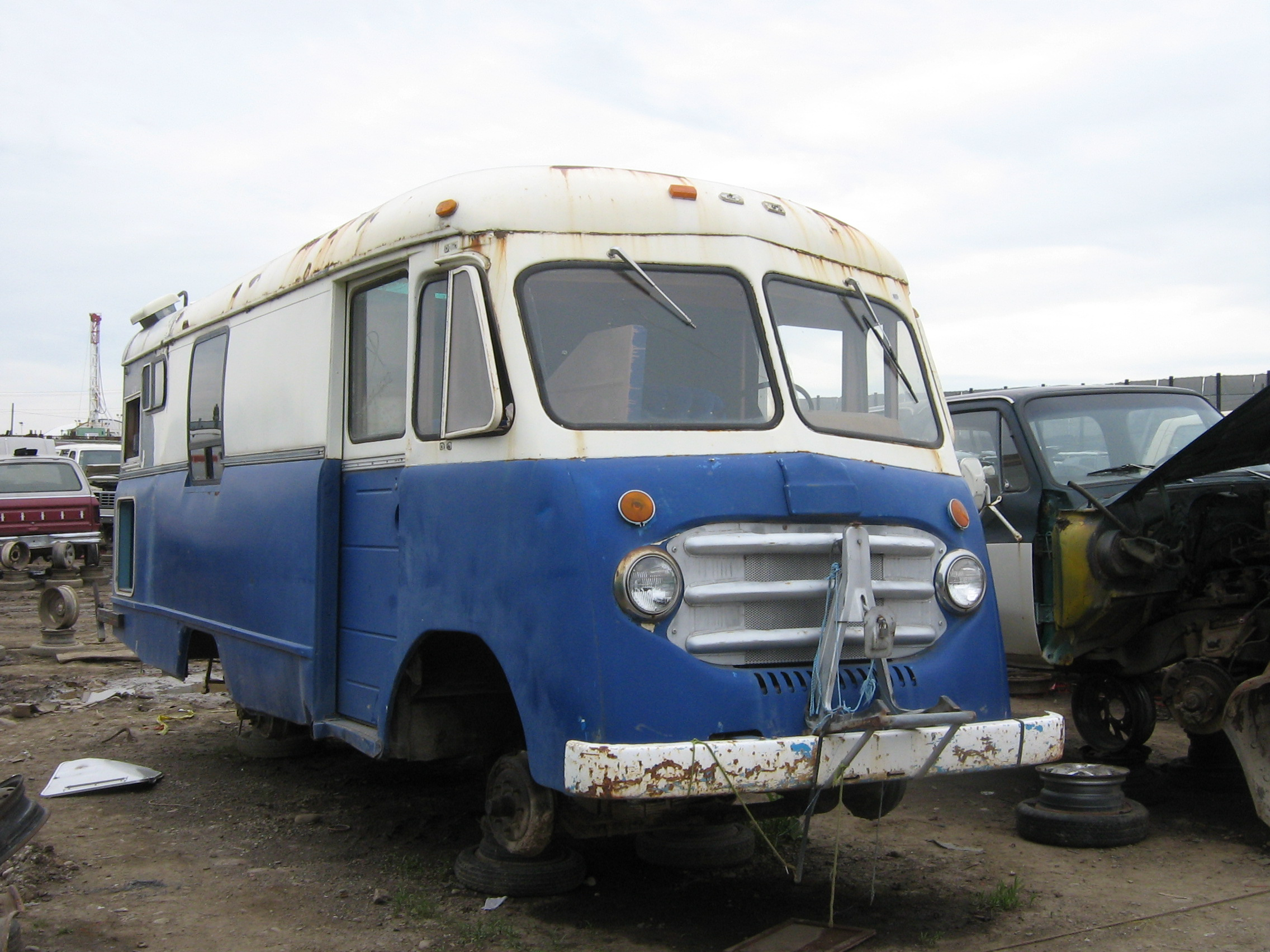
フォード・バネット

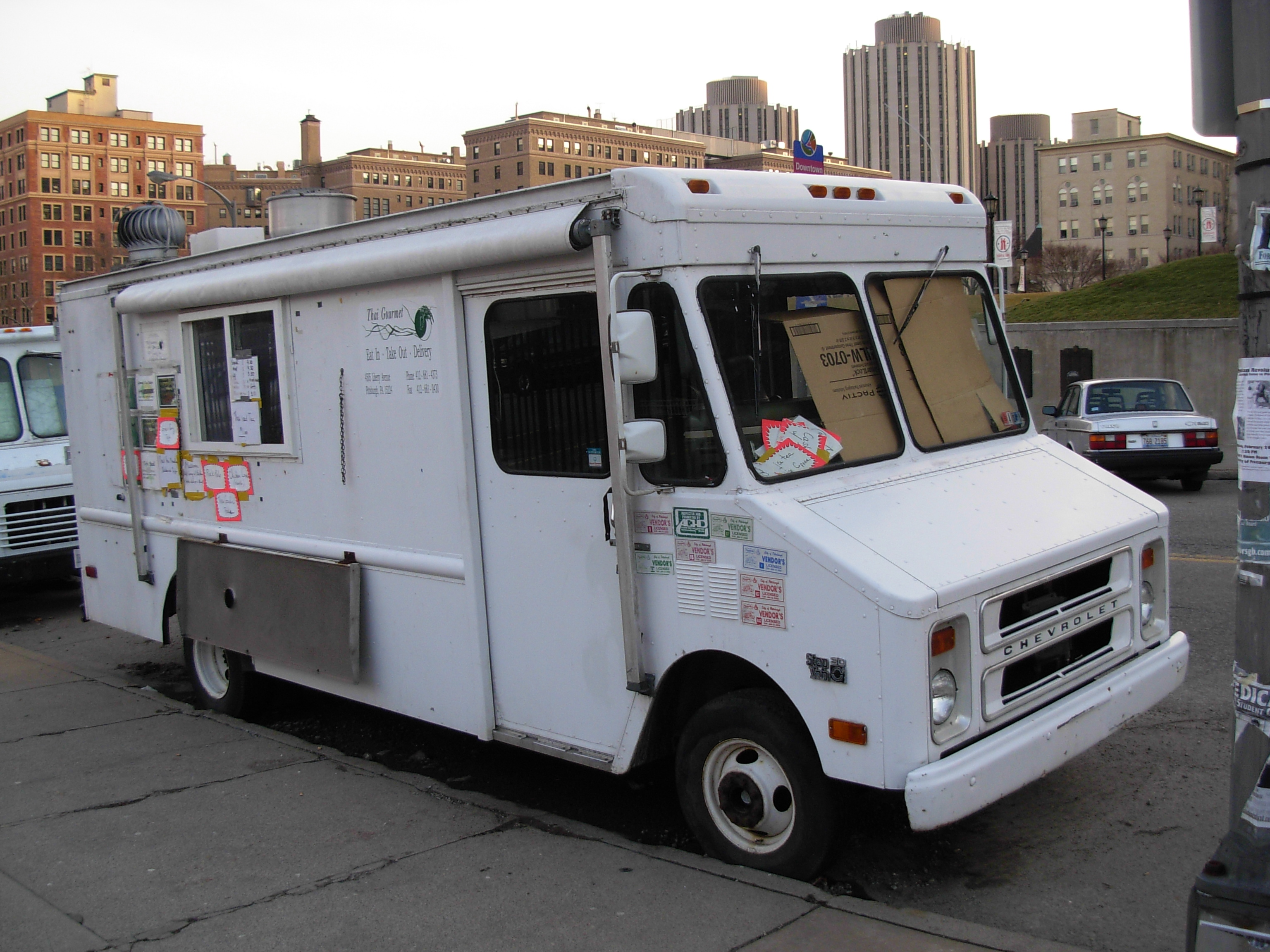
シボレー・ステップバン （ケータリングカー）
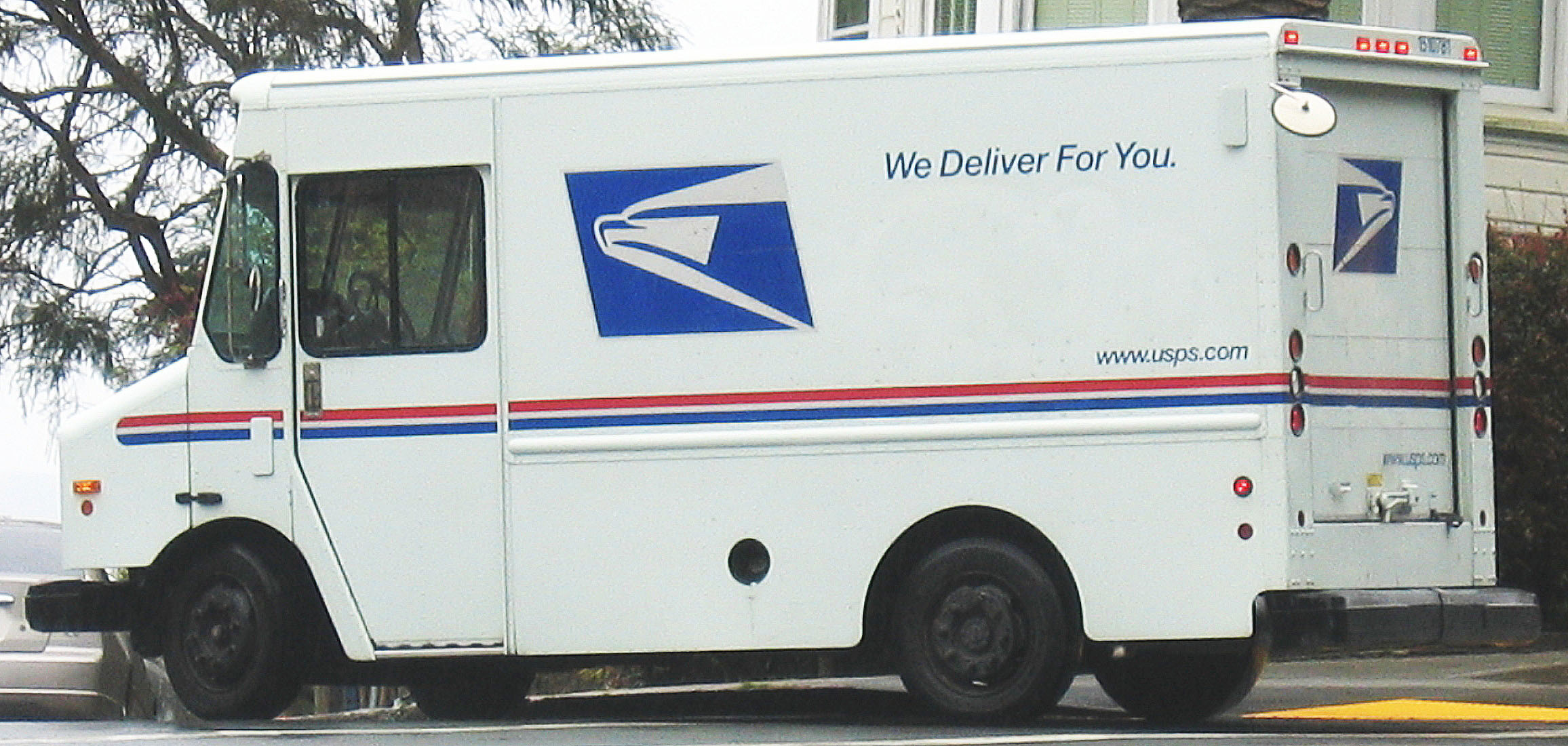
シボレー・ステップバン（USPS）
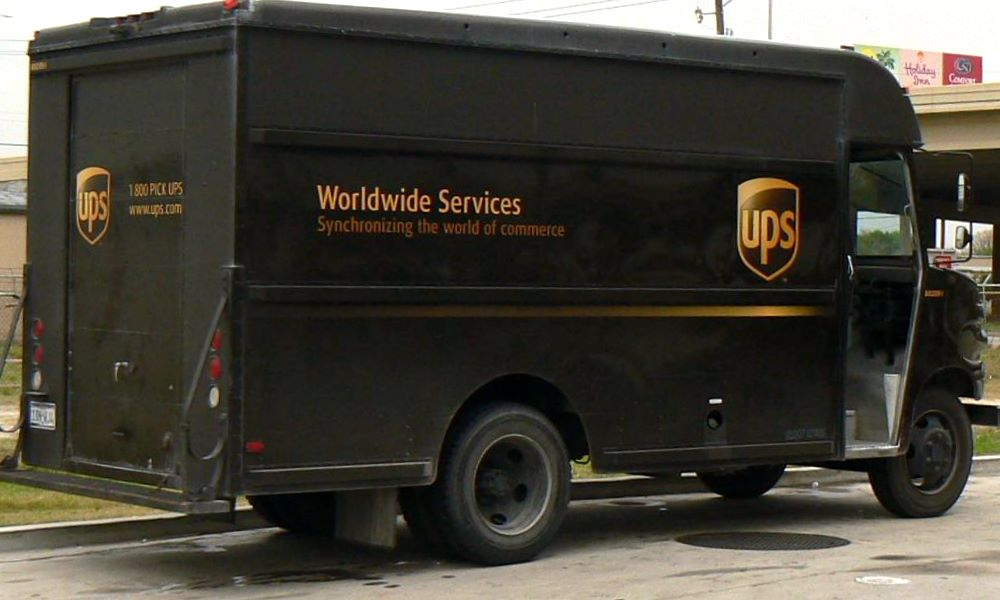
グラマン・オルソンP800（UPS）

## 日本型

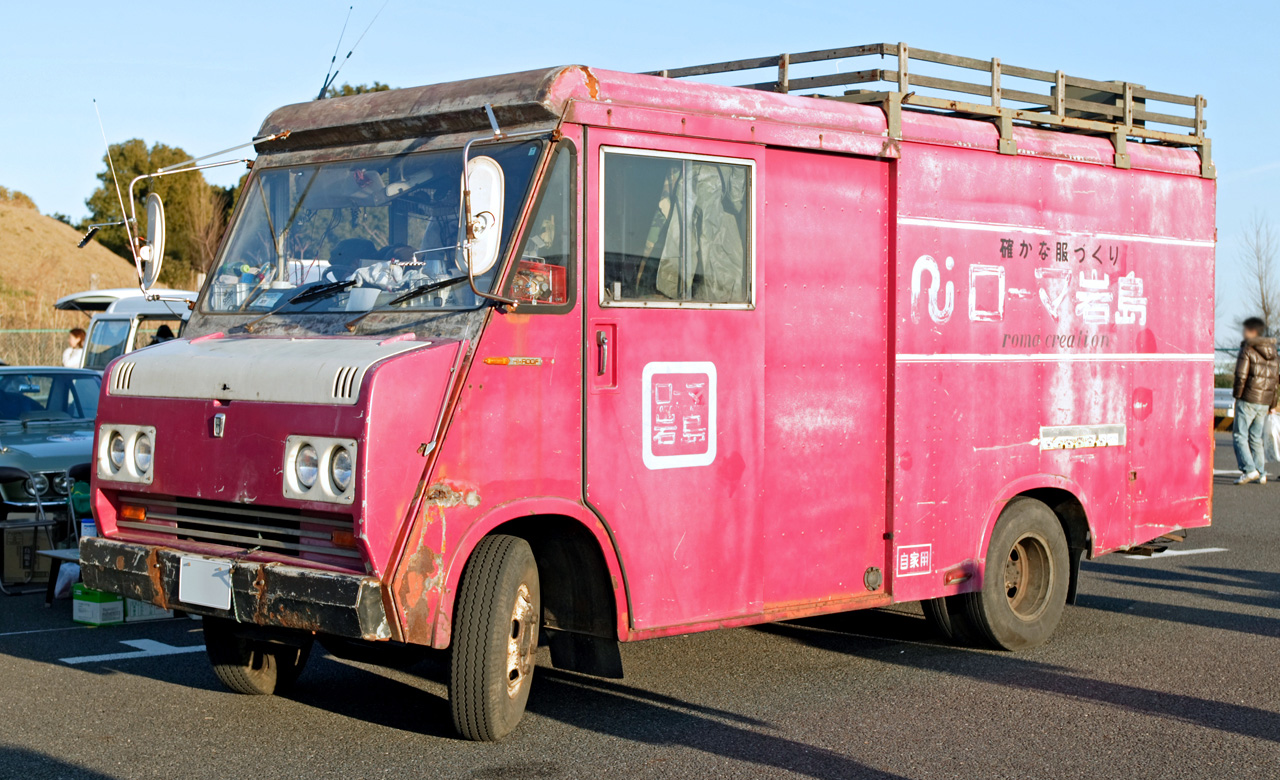
いすゞ・エルフ ハイルーフ
(1968 - ?)

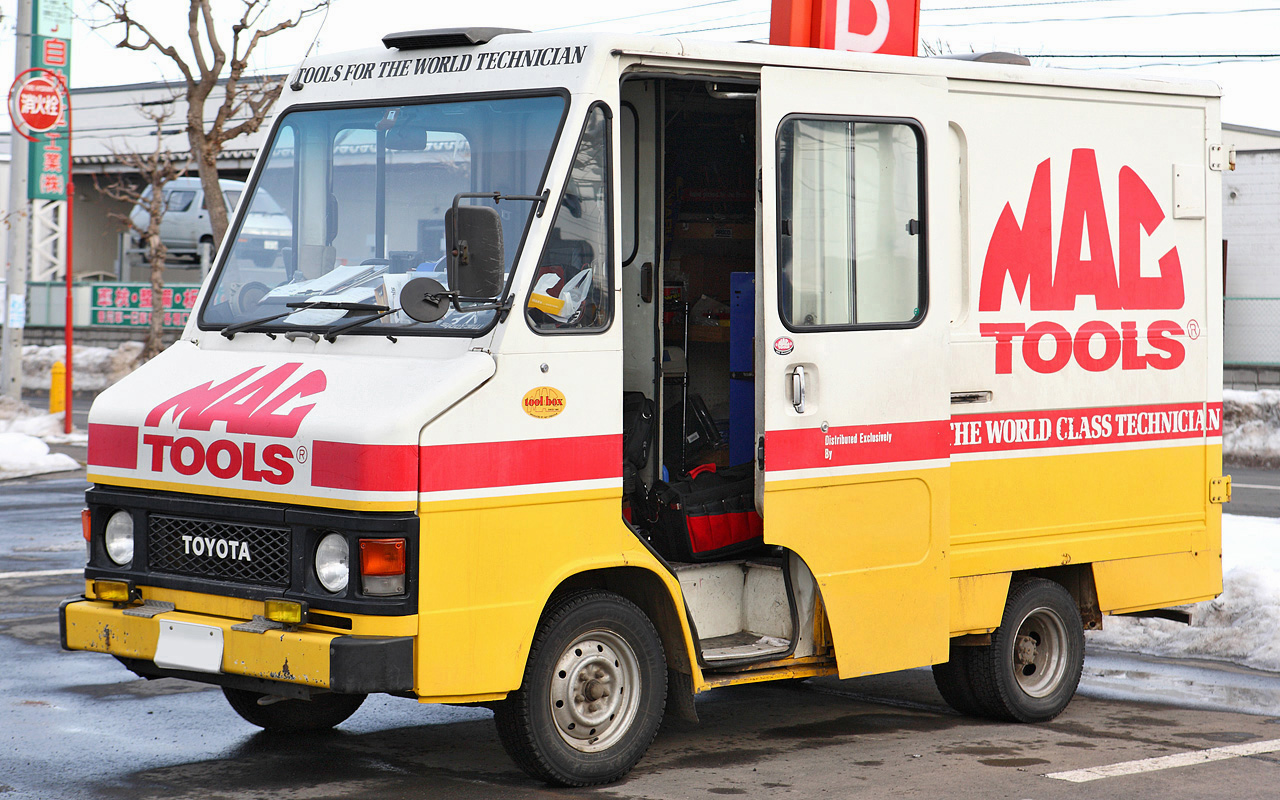
トヨタ・ハイエース
クイックデリバリー
(初代・1982 - 1986)

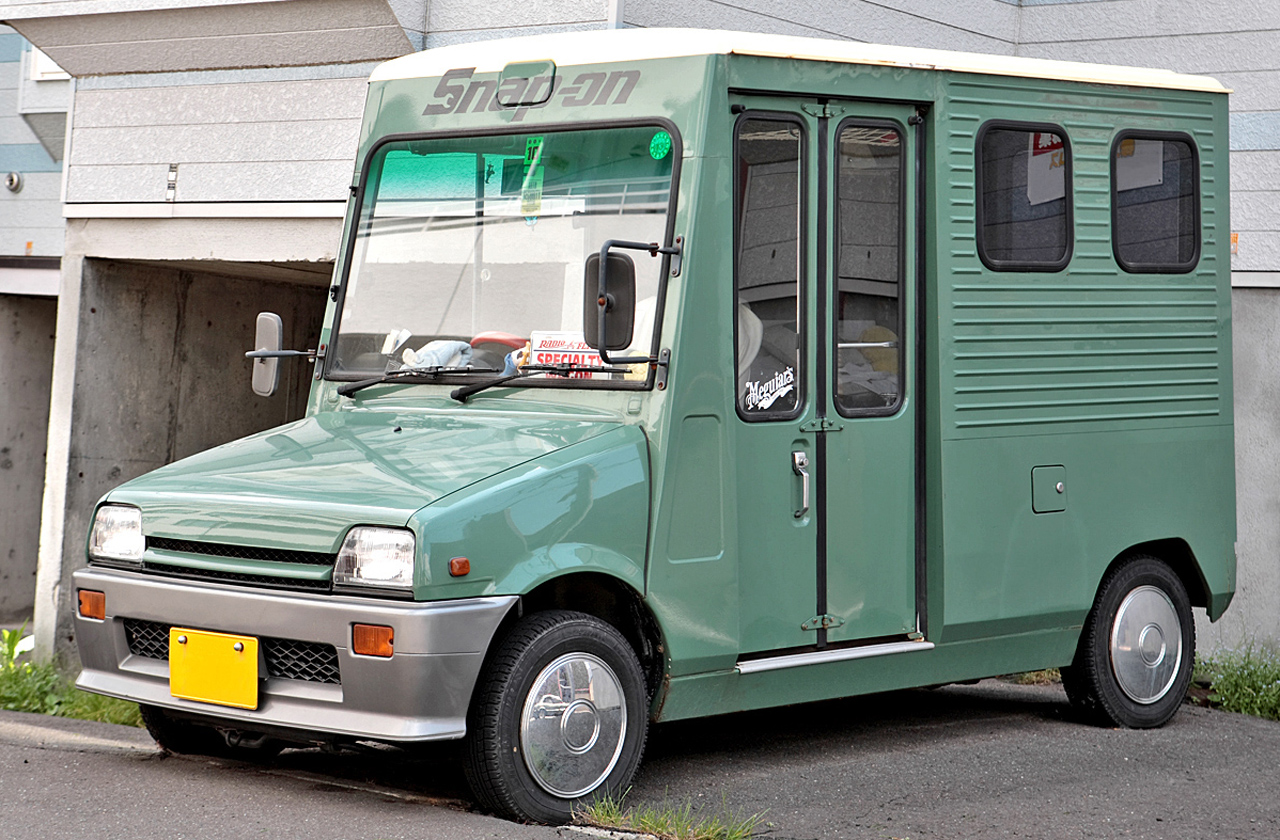
ダイハツ・ミラ
ウォークスルーバン
(2代目・1985 - 1990)

日本のカタログモデルとしては、1952年（昭和27年）にトヨペット・SBをキャブオーバー化した「トヨペット・ルートバン」が嚆矢と思われる。アメリカ型の模倣・縮小版と見られる構成で、イラストでは左側のドアが引き戸のように描かれているが、実車と見られる写真では前ヒンジとなっている。同時に図面も掲載されているが、扉の開き方に関しての記載は無い。SBトラックのラダーフレームを流用し、かつ全高2.0メートルの小型車枠に収めているため、荷室の室内高は1,400 mmとやや低い。車体架装は路面電車やバスの車体を手がけていた、日産自動車傘下となる前の新日国工業（現・日産車体）である。トヨタの他の乗用車やライトバンなどと異なるコーチビルダーに車体製造を依頼していることから、現在の特装車に当たると想像される。
1968年（昭和43年）にモデルチェンジしたいすゞ・エルフの2代目に、エルフ ハイルーフの名で、アルミボディーのウォークスルーバンが登場している。その後、1982年（昭和57年）にヤマト運輸が宅急便集配用にトヨタと共同開発したクイックデリバリーや、他社の競合車種も、はしごフレームを持つ1.5 - 2トンクラストラックのベースに、。平面構成の鋼製車体を架装する工法を踏襲したものである。アメリカ型に準ずる構造である。日本のこのクラスの車種で、プラットフォームフレームを採用した例は無い。
1984年（昭和59年）、初代ダイハツ・ミラのモデル末期にパネルバンボディを架装したミラ ウォークスルーバンが登場する。見た目のユニークさや実用性の高さ、そして何よりも軽規格内でのウォークスルー構造ということで、大きな話題となった。
ミラ ウォークスルーバンは、軽量化と室内容積の有効活用のため、乗降用ドアは戸袋やスライドレールの不要な内開き式の折戸が採用され、左側のみに配置されている。バックドアには3枚折戸と上下開きの2種類がある。基本的には1人乗りで、助手席はオプションである。軽自動車規格の最大高は2.0メートルが上限のため、室内高はやや低いものの、優れた設計で床の段差はできる限り小さくされており、小回りの利く外寸と共に使い勝手は良く、大きな成功を収めた。
さらに同時期のミラシリーズには、運転席が通常のセパレートシートでウォークスルー構造では無いが、移動販売に適したウォークインバンとして商用車臭を薄めたデザインを施し、荷箱に対面販売に対応したガルウイングドアを装備する、ミラ ミチートも追加されている。
市場の反響の大きさからスズキ・アルトと三菱・ミニカにもウォークスルーバンがラインナップされたが、先行して登場したミラに比べて各部に造りの荒さや詰めの甘さが散見されることから販売台数は少なく、これら2車は軽自動車の規格変更前に消滅している。
660 cc規格ではミラのみ生産が続けられていたが、それも1998年（平成10年）の軽自動車規格改定と同時に消滅している。
ダイハツは2004年（平成16年）の第38回東京モーターショーに「FFC」をコンセプトカーとして出品しており、ウォークスルーバンの後継車についての模索と見られるが、市販には至っていない。
トヨタ・クイックデリバリーが2011年（平成23年）をもって生産終了したため日本メーカーの国内現行車種は後述の日野・デュトロ Z EVが発売されるまで途絶えることとなった。ただし、欧州日産ではルノー・マスターのOEM車を、インタースターの名で販売している。
2020年（令和2年）、久方ぶりの国産車種としていすゞ・エルフのマイパックやハイルーフなどをベースとするEVウォークスルーバンが開発され、ヤマト運輸にて実証運用を開始した。
2021年（令和3年）、日野が4月に発表した「超低床・前輪駆動」のデュトロ Z EVを、11月24日より約6か月間ヤマト運輸にて実証実験を行うことが発表された。
2022年（令和4年）6月、先述のデュトロ　Z EVの市販車が発売。ウォークスルーバン型が設定されたことにより、久方ぶりに国内現行車種が復活した。

## マイクロバス派生バン
マイクロバスを生産しているメーカーでは、バスと貨物車を共通設計とし、大型のワンボックスバンとしているものがあり、メルセデス・ベンツのL319やT2、トヨタ・コースター（および日野・リエッセⅡ）ビッグバンなどの例がある。これらはバスとしても使えることから室内高は十分であっても、室内の造りや床の高さがウォークスルーに特化しているとは限らず、外板もバスと共通であるため、専用車体のバンに比べ、ウォークスルー性（車種によってはエンジンカバーをまたぐ必要がある）や乗降性、荷役性などの使い勝手や、破損した際の板金修理費などで不利となる。

## 日本のウォークスルーバン一覧
トヨタ

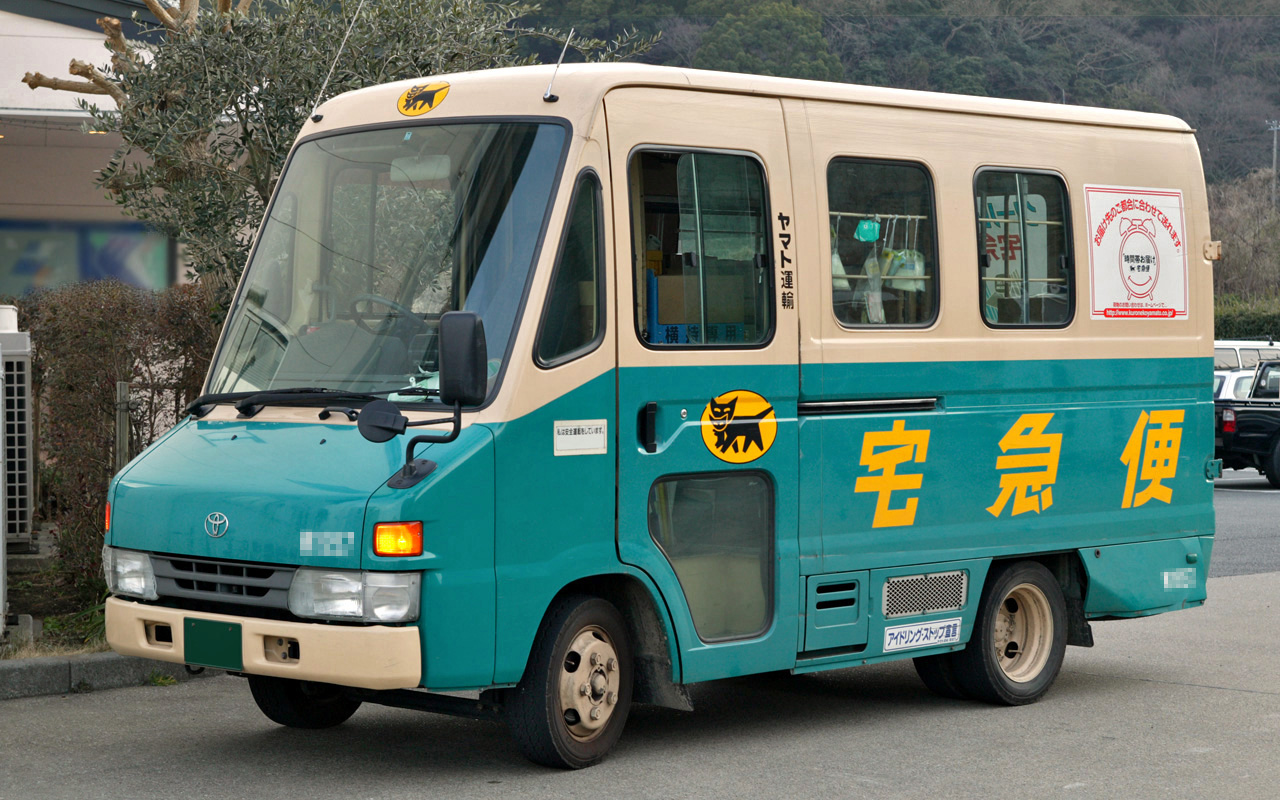
トヨタ・クイックデリバリー200

- クイックデリバリー200：1982年 - 2011年
- アーバンサポーター：2001 - 2003年
- デリボーイ：1989 - 1995年

日産
- アトラス ウォークスルーバン：1986年 - 1992年（F22型系）
- 日産・アトラスロコ：1992 - 1996年 （F23型系）
- アトラスMAX：1998 - 2002年 いすゞ・エルフUTのOEM
- ダットサンウォークスルーバン：1983年 - 生産終了年不詳（720型系）[5]

マツダ
- タイタンウォークスルーバン（2代目）

いすゞ
- エルフ ハイルーフ（2代目、1968年）
- ハイパックバン：1983 - 1990年

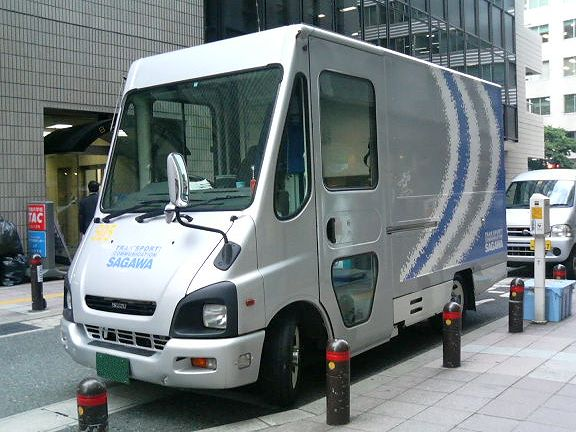
いすゞ・ビギン

- エルフUT：1996 - 2001年（欧州タイプ）
- ビギン：2001 - 2004年

ダイハツ
- ダイハツ・ミラ（1982 - 1998）
  - 初代(L55)
  - 2代目(L70)
  - 3代目(L200)
  - 4代目(L500)

スズキ
- スズキ・アルト（1987 - 1998）
  - 2代目

三菱
- 三菱・ミニカ（1987 - 1990）
  - 5代目
  - 6代目

日野

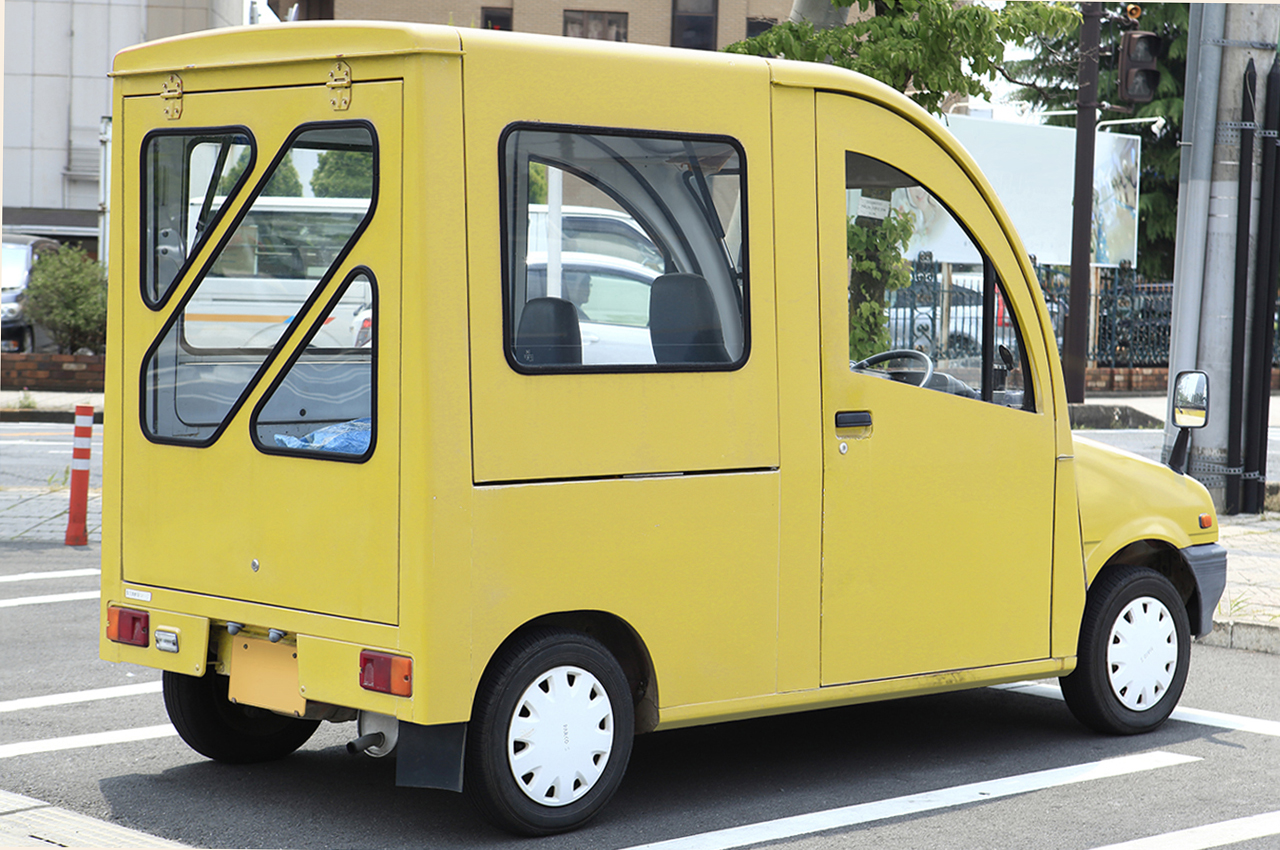
ミラ ミチート（L70）
ウォークインバン

- 日野・デュトロ Z EV（2022 - ）

三菱ふそう
- 三菱ふそう・キャンター（1983 - 1985）[6]

アフターマーケット
- デリバリーマン

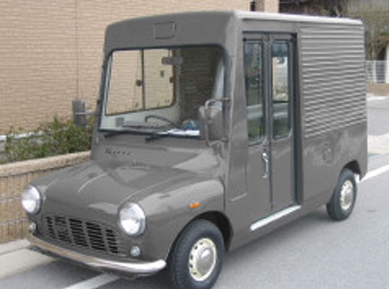
デリバリーマン

  - ミラ ウォークスルーバンの中古車をベースに、滋賀県の自動車工房[7]が製作・販売する、フロント部をMiniの商用車に似せたコンプリートカー。オーダーメイド方式で販売され、移動販売車や選挙カー、ターボの装着などにも対応できる。